# Louis-Marie de Bazelaire
Louis-Marie de Bazelaire de Ruppierre (Rouen, 4 janvier 1893 - Le Pont-de-Beauvoisin (Savoie), 30 janvier 1981), est un homme d'Église français. Archevêque de Chambéry de 1947 à 1966, il représenta la Savoie au concile Vatican II.

## Biographie

### Naissance
D'une famille catholique d'origine lorraine, les Bazelaire, Louis-Marie de Bazelaire de Ruppierre naquit le 4 janvier 1893 à Rouen, sixième enfant et quatrième fils de Marie Joseph Gabriel de Bazelaire de Ruppierre (Saulcy-sur-Meurthe, 29 mai 1842 - Évreux, 21 novembre 1894), capitaine au long cours puis inspecteur d’assurances sur la vie pour le compte de la compagnie générale à Rouen, et de Marthe Joséphine Marie  de Hédouville, (Éclaron, 15 décembre 1854 - 30 avril 1925).

### Formation et ordination presbytérale
Licencié ès-lettres et ès-philosophie, il entra au séminaire Saint-Sulpice, à Issy-les-Moulineaux, avant d'être envoyé au séminaire pontifical français de Rome. Il fut ordonné prêtre le 1er juillet 1916 en l'Église Saint-Sulpice de Paris, par le cardinal Léon Adolphe Amette (1850-1920), archevêque de Paris.
Pendant la première guerre mondiale, mobilisé le 11 juin 1917, il servira comme infirmier militaire, d'abord dans la 23e Section puis dans la 20e Section, jusqu'en juillet 1919.

### Professeur puis recteur du séminaire de Nancy
Docteur en théologie, il fut nommé professeur au grand séminaire de Nancy dès 1920. Recteur de ce séminaire en 1928, l'abbé de Bazelaire songea à un nouvel emplacement et c'est ainsi que, le 14 décembre 1933, l'Association diocésaine de Nancy acquit les château et domaine de l'Asnée à Villers-lès-Nancy à la famille du général de Gondrecourt, par ailleurs plusieurs fois apparentée aux Bazelaire. La première pierre du grand séminaire, œuvre de Jules Criqui (1883-1951), architecte du diocèse de Nancy et Toul, et du maçon Jules-Gilbert Bichaton, fut posée le 6 mai 1934. 
Les séminaristes s’installèrent dès 1936 dans l’énorme édifice de style Art déco, construit en forme de cloître et doté d’une chapelle, mais ils ne le remplirent jamais complètement puisque le déclin des vocations en France était déjà amorcé. Au fil du temps, le grand séminaire de l’Asnée accueillit les séminaristes du diocèse de Nancy, puis ceux des diocèses de Nancy et de Saint-Dié-des-Vosges, et enfin les séminaristes de premier cycle des quatre diocèses lorrains ainsi que de la congrégation de la Mission de la province de Paris, jusqu’à 2002.

### Archevêque de Chambéry et père conciliaire
Nommé archevêque métropolitain de Chambéry le 23 octobre 1947, Louis-Marie de Bazelaire fut ordonné évêque à Nancy le 8 décembre de la même année. Il réunit les 16 et 17 septembre 1949 un synode diocésain qui lui permit en outre de publier les Statuts synodaux de son archidiocèse. 
En octobre 1949, Bazelaire est nommé membre de la commission épiscopale chargée de la Mission de France présidée par le Cardinal Liénart. En 1952, il est nommé président de l’association Les Amis de la Mission de France qui a  « pour objet d’apporter par tous les moyens dont elle disposera une aide directe ou indirecte aux séminaristes et aux prêtres appartenant à la Mission de France ». 
En avril 1957, lors de la troisième Assemblée plénière de l'épiscopat français, Bazelaire présente un Rapport sur les vocations sacerdotales rédigé à partir des données de 53 diocèses qui met en évidence les mutations sociologiques du recrutement des prêtres « au moment où la vocation sacerdotale tend à devenir un fait personnel, un fait religieux "pur" qui n’est plus soutenu par le désir de promotion sociale ».
Au milieu des années cinquante, avec trois autres évêques français, il encourage et conseille le développement en France du Mouvement des Focolari dont la première communauté s'installe à Grenoble en 1956 .
Avec le futur cardinal Gabriel-Marie Garrone (1901-1994), archevêque de Toulouse depuis 1947, il fut nommé en 1961 co-président de la commission épiscopale du clergé et des séminaires. 
Entre 1962 et 1965, il prit part au concile Vatican II, où il fut membre de la commission préparatoire pour les études et les séminaires.

### Dernières années
En avril 1966, à l'occasion de la réunion des trois diocèses du département de la Savoie (Chambéry, Maurienne et Tarentaise) attendue depuis quelque temps et décidée par Paul VI, Louis-Marie de Bazelaire remet sa démission au pape et renonce au siège de Chambéry. « Je pense, précise-t-il alors, que la réorganisation des diocèses de Savoie et l'union de ces trois diocèses est une question importante qui demande de la part de l'archevêque des forces nouvelles. Il faut donc un homme jeune et dynamique. C'est la raison pour laquelle j'ai offert ma démission, afin de faciliter la réunion de ces trois diocèses ». André Bontems lui succède à Chambéry et prend la tête des trois diocèses réunis. Bazelaire se retire à Pont-de-Beauvoisin, dans le département voisin de l'Isère. 
Nommé archevêque titulaire in partibus de Thibilis (de) (Numidie) en 1966, il continua à participer à la réunion annuelle des évêques de France à Lourdes, où il n'hésita pas à donner son point de vue et à faire part de son expérience. En 1970, il « accomplit à 77 ans le rêve de toute une vie – un voyage sur les traces de Charles de Foucauld en Afrique ».
Il meurt le 30 janvier 1981, à Pont-de-Beauvoisin.
Il portait les armes conférées aux Bazelaire le 8 janvier 1705, par le duc Léopold Ier de Lorraine (1679-1729), sans aucun rappel des armes des Ruppierre, avec les ornements des archevêques et sa devise personnelle Amore, non timore, c’est-à-dire Par amour, non par crainte.

## L'heure des laïcs
Dans l'ouvrage qu'il publia en 1958, Les laïcs aussi sont l’Église, Bazelaire écrit : « Nous assistons à la naissance d'un monde nouveau : monde du travail, monde de la technique, monde de l’ère atomique. Qu'on l'appelle comme on voudra, il naît. Il est né. Il grandit. Il repousse derrière lui la civilisation venue affleurer aux rives du XXe siècle. Que sera ce monde ? Chrétien ou païen ? À l' Église de répondre… Mais l'Église est-ce seulement le pape, les évêques, les prêtres ? Les laïcs chrétiens n'auraient-ils rien à dire et rien à faire ? Tout nous montre au contraire que voici l'heure des laïcs » . Et dans l'introduction à ce petit livre, il posait la question qui en est le sujet central : « Saurons-nous pénétrer dans le Mystère de l'Église ? Découvrir l'Église à partir des laïcs et découvrir les laïcs à partir de l'Église ? (…) Sont-ils non seulement dans l'Église, mais de l'Église ? Mieux encore, sont-ils l'Église ? » 

## Publications
- La doctrine ascétique et mystique de saint Jean de La Croix - Conférences données à Nancy, les 12 et 13 octobre 1927 (avec le R. P. V. Loiselet, S.J.) - Vagner - Nancy, 1927
- La communion spirituelle - Article du Dictionnaire de Spiritualité - Tome 2, colonne 1294 - Beauchesne - Paris, 1935 (disponible en ligne sur le site Salve Regina
- Le recrutement sacerdotal (lettre pastorale) - Impr. réunies - Chambéry, 1947
- La famille chrétienne (lettre pastorale) - Impr. réunies - Chambéry, 1949
- Qu’attendez-vous du prêtre ? (avec Mgr Garrone et al., ouvrage collectif): Paul Claudel, Henry Bordeaux, François Mauriac, Robert d'Harcourt, préface du chanoine Paul Lieutier - Présences, Plon - Paris, 1949
- Connaissance de soi - Article du Dictionnaire de Spiritualité - Tome 2, colonne 1511 - Beauchesne - Paris, 1950
- Les laïcs aussi sont l’Église - Fayard - Paris, 1958
- La paternité du prêtre dans le monde d’aujourd’hui (lettre pastorale) - Impr. réunies - Chambéry, 1959
- L’apostolat d’aujourd’hui (lettre pastorale) - Impr. réunies - Chambéry, 1960
- Préface à : Pierre Brunet - Initiation à l'oraison - Beauchesne et fils - Paris, 1953
- Préface à : Jacques Bur - Méditation mariale - Desclée d Brouwer - Paris, 1955
- Préface à : Abbé Jean Clerc - Saint Pie X - Illustrations de Pierre Decomble - Collection Belles histoires et belles vies - Paris, 1957
- Préface à : Abbé Henri Berthet - Prêtre, prépare ta relève - Fleurus - Paris, 1958

Louis-Marie de Bazelaire a collaboré à plusieurs revues pastorales, dont La Vie spirituelle, France catholique, Masses ouvrières, Les Cahiers du clergé rural et Ecclesia. On citera en particulier les articles suivants :
- L'âme du Centurion, à propos d' « Ernest Psichari, mon frère » et des « Lettres du Centurion », in : La Vie spirituelle, No 168 - Septembre 1933
- Curés, aumôniers spécialisés et militants, in : Masses ouvrières, No 44, Les Éditions ouvrières - Mai 1949
- La piété des jeunes est-elle en baisse ?, in : Les Cahiers du clergé rural, No 111 - Octobre 1949
- Une classe sociale peut-elle en absorber une autre ?, in : La France catholique, No 172 - Mars 1950
- La mission du prêtre aujourd'hui, in : Masses ouvrières, No 70, Les Éditions ouvrières - Décembre 1951
- Lettre à un jeune curé, in : Masses ouvrières, No 79, Les Éditions ouvrières - Octobre 1952
- Laïcs chrétiens, que faites vous ?, in : Ecclesia, lectures chrétiennes, No141 - Décembre 1960
- Un évêque part pour le concile, in : Ecclesia, lectures chrétiennes, No163 - Octobre 1962

## Documents
- Bénédiction de skis à Courchevel 1850 devant la première chapelle en 1951, avec l'archevêque de Chambéry (Bazelaire), l'évêque de Tarentaise (Jaufres), l'abbé Jean Pachod et le curé de Saint-Bon  [17]

- Bazelaire, lors d'une cérémonie de confirmation, en l'église de Marigny-Saint-Marcel, en 1953  [18]

- Sermon pour la fête de Saint Maurice prononcé dans la basilique d'Agaune par S. Exc. Mgr de Bazelaire, ancien archevêque de Chambéry, le 22 septembre 1966 - in: Echos de Saint-Maurice, 1966, tome 64, p. 170-175

- Louis-Marie de Bazelaire et le cardinal Roques à Castel Gandolfo à l'occasion de la Réception de 3800 séminaristes français par le pape Pie XII (date non précisée)